# SN 2011eb
SN 2011eb – supernowa typu Ia odkryta 9 lipca 2011 roku w galaktyce NGC 782. W momencie odkrycia miała maksymalną jasność 15,20m.